# Рівняння Гендерсона — Гассельбалха
У хімії та біохімії — рівняння Гендерсона — Гассельбалха
{\displaystyle {\ce {pH}}={\ce {p}}K_{{\ce {a}}}+\log _{10}\left({\frac {[{\ce {Base}}]}{[{\ce {Acid}}]}}\right)}
пов'язує рН хімічного розчину слабкої кислоти з числовим значенням сталої кислотної дисоціації Ka кислоти та співвідношенням концентрацій {\displaystyle {\frac {[{\ce {Base}}]}{[{\ce {Acid}}]}}} кислоти та її спряженої основи в рівновазі.
{\displaystyle \mathrm {{\underset {(acid)}{HA}}\leftrightharpoons {\underset {(base)}{A^{-}}}+H^{+}} }
Наприклад, для оцтової кислоти
{\displaystyle \mathrm {CH_{3}CO_{2}H\leftrightharpoons CH_{3}CO_{2}^{-}+H^{+}} }
Рівняння Гендерсона — Гассельбалха можна використати для оцінювання рН буферного розчину шляхом наближення фактичного співвідношення концентрацій як співвідношення аналітичних концентрацій кислоти та солі, MA.
Рівняння також можна застосувати до основ, вказавши замість кислоти протоновану форму основи. Наприклад, для аміном, {\displaystyle \mathrm {RNH_{2}} }
{\displaystyle \mathrm {RNH_{3}^{+}\leftrightharpoons RNH_{2}+H^{+}} }

## Виведення, припущення та обмеження
Простий буферний розчин складається з розчину кислоти та солі спряженої основи кислоти. Наприклад, кислота може бути оцтовою кислотою, а сіль — натрій ацетатом. Рівняння Гендерсона — Гассельбалха пов'язує рН розчину, що містить суміш двох компонентів, зі сталою кислотної дисоціації Ka кислоти, і концентраціями компонентів у розчині.

Імітаційне титрування підкисленого розчину слабкої кислоти (pK_{a} = 4.7) лугом

Щоб вивести рівняння, потрібно зробити низку спрощувальних припущень(pdf).
Припущення 1: Кислота HA є одноосновною і дисоціює відповідно до рівнянь
{\displaystyle {\ce {HA <=> H^+ + A^-}}}
{\displaystyle \mathrm {C_{A}=[A^{-}]+[H^{+}][A^{-}]/K_{a}} }
{\displaystyle \mathrm {C_{H}=[H^{+}]+[H^{+}][A^{-}]/K_{a}} }
CA — аналітична концентрація кислоти, а CH — концентрація йонів водню, доданих до розчину. Самодисоціацією води нехтуємо. Величина в квадратних дужках [X] позначає концентрацію хімічної речовини X. Зрозуміло, що символ H+ означає гідратований іон гідроній. Ka — стала кислотної дисоціації.
Рівняння Гендерсона — Гассельбалха можна застосувати до багатоосновної кислоти, лише якщо її послідовні значення pK відрізняються щонайменше на 3. Такою є фосфорна кислота.
Припущення 2. Самойонізацією води можна знехтувати. Строго кажучи, це припущення не є дійсним для значень рН, близьких до 7, що є половиною значення pKw, сталої самойонізації води. У цьому випадку рівняння балансу маси для водню слід розширити, щоб врахувати самойонізацію води.
{\displaystyle \mathrm {C_{H}=[H^{+}]+[H^{+}][A^{-}]/K_{a}+K_{w}/[H^{+}]} }
Проте значення {\displaystyle \mathrm {K_{w}/[H^{+}]} } можна опустити з хорошим наближенням.
Припущення 3: Сіль MA повністю дисоційована в розчині. На прикладі натрій ацетату
{\displaystyle \mathrm {Na(CH_{3}CO_{2})\rightarrow Na^{+}+CH_{3}CO_{2}^{-}} }
концентрацією йона натрію [Na+] можна знехтувати. Це гарне наближення для електролітів 1:1, але не для солей йонів, які мають вищий заряд, наприклад, сульфату магнію, MgSO4, які утворюють йонні пари.
Припущення 4: Частка коефіцієнтів активності {\displaystyle \Gamma } є сталою в умовах експерименту, охоплених розрахунками.
Стала термодинамічної рівноваги {\displaystyle K^{*}}:
{\displaystyle K^{*}={\frac {[{\ce {H+}}][{\ce {A^-}}]}{[{\ce {HA}}]}}\times {\frac {\gamma _{{\ce {H+}}}\gamma _{{\ce {A^-}}}}{\gamma _{HA}}}}
дорівнює добутку частки концентрацій {\displaystyle {\frac {[{\ce {H+}}][{\ce {A^-}}]}{[{\ce {HA}}]}}} і частки {\displaystyle \Gamma } коефіцієнтів активності {\displaystyle {\frac {\gamma _{{\ce {H+}}}\gamma _{{\ce {A^-}}}}{\gamma _{HA}}}}. У цих виразах величини в квадратних дужках означають концентрацію недисоційованої кислоти HA, йона водню H+ та аніона A-; кількості {\displaystyle \gamma } — відповідні коефіцієнти активності. Якщо частку коефіцієнтів активності можна вважати сталою, яка не залежить від концентрацій і pH, то сталу дисоціації Ka можна виразити як частку концентрацій.
{\displaystyle K_{a}=K^{*}/\Gamma ={\frac {[{\ce {H+}}][{\ce {A^-}}]}{[{\ce {HA}}]}}}
Перетворення цього виразу та логарифмування дає рівняння Гендерсона — Гассельбалха{\displaystyle {\ce {pH}}={\ce {p}}K_{{\ce {a}}}+\log _{10}\left({\frac {[{\ce {A^-}}]}{[{\ce {HA}}]}}\right)}

## Застосування до основ
Стала рівноваги для протонування основи B,
B(base) + H+  BH+(acid)
є сталою асоціації Kb, яка просто пов'язана зі сталою дисоціації спряженої кислоти BH+:
{\displaystyle \mathrm {pK_{a}=\mathrm {pK_{w}} -\mathrm {pK_{b}} } }
Значення {\displaystyle \mathrm {pK_{w}} } становить близько 14 при 25 °C. Це наближення можна використовувати, коли правильне значення невідоме. Таким чином, рівняння Гендерсона — Гассельбалха без змін можна використовувати для основ.

## Біологічні застосування
При гомеостазі рН біологічного розчину підтримується на сталим шляхом регулювання положення рівноваги
{\displaystyle \mathrm {HCO_{3}^{-}} +\mathrm {H^{+}} \rightleftharpoons \mathrm {H_{2}CO_{3}} \rightleftharpoons CO_{2}+H_{2}O}
де {\displaystyle \mathrm {HCO_{3}^{-}} } — іон бікарбонату і {\displaystyle \mathrm {H_{2}CO_{3}} } — карбонатна кислота. Однак розчинність карбонатної кислоти у воді може бути перевищена. Коли це відбувається, виділяється вуглекислий газ, і натомість можна використовувати таке рівняння:
{\displaystyle \mathrm {[H^{+}][HCO_{3}^{-}]} =\mathrm {K^{m}[CO_{2}(g)]} }
{\displaystyle \mathrm {CO_{2}(g)} } — це діоксид вуглецю, що виділяється у вигляді газу. У цьому рівнянні, яке широко використовують у біохімії, є константа змішаної рівноваги {\displaystyle K^{m}}, яка стосується як хімічної рівноваги, так і рівноваги розчинності. Це можна виразити як
{\displaystyle \mathrm {pH} =6.1+\log _{10}\left({\frac {[\mathrm {HCO} _{3}^{-}]}{0.0307\times P_{\mathrm {CO} _{2}}}}\right)}
де [HCO−
3] — молярна концентрація бікарбонату в плазмі крові, а PCO2 — парціальний тиск вуглекислого газу в надосадовому газі.

## Історія
1908 року Лоуренс Джозеф Гендерсон вивів рівняння для розрахунку концентрації йонів водню в бікарбонатному буферному розчині, яке перебудовано виглядає так:
1909 року Серен Петер Лауріц Серенсен представив термінологію рН, яка дозволила Карлу Альберту Гассельбалху переписати рівняння Гендерсона в термінах логарифмів, що дало рівняння Гендерсона — Гассельбалха.

## Літертура
Davenport, Horace W. (1974). The ABC of Acid-Base Chemistry: The Elements of Physiological Blood-Gas Chemistry for Medical Students and Physicians (вид. Sixth). Chicago: The University of Chicago Press.